# Lớp Thạch tùng
Lớp Thạch tùng hay lớp Thông đất (danh pháp khoa học: Lycopodiopsida, danh pháp cũ Lycopsida) là một lớp thực vật, thường được gộp nhóm lỏng lẻo như là các đồng minh của dương xỉ, và bao gồm các loài thạch tùng, thông đất, thạch sam. Lớp Lycopodiopsida theo truyền thống bao gồm tất cả các dạng thạch tùng, bao gồm cả các chi Selaginella (quyển bá) và Isoetes (thủy phỉ). Tuy nhiên, các đơn vị phân loại này trong phạm vi ngành Lycopodiophyta hiện nay được coi là đủ cổ đại để dảm bảo cho chúng có sự chia tách ở cấp bậc cao hơn, phù hợp với miêu tả theo nhánh học.
Các dạng thông đất về cấu trúc là tương tự như các dạng thực vật có mạch sớm nhất, với các lá nhỏ, trông giống như vảy, các bào tử cùng một dạng được sinh ra trong các túi bào tử ở phần gốc lá, thân phân cành (thường rẽ đôi) và nói chung có dạng đơn giản.
Lớp Lycopodiopsida như diễn giải tại đây chỉ chứa một bộ còn sinh tồn là bộ Lycopodiales và một bộ đã tuyệt chủng là bộ Drepanophycales.

## Bộ Lycopodiales
Phân loại của nhóm này trong những năm gần đây vẫn chưa được giải quyết và sự đồng thuận vẫn chưa có. Các phân loại cũ có định nghĩa và giới hạn rộng hơn cho chi Lycopodium (thạch tùng), và thực tế bao gồm toàn bộ các loài của bộ Lycopodiales. Xu hướng trong những năm gần đây có định nghĩa cho chi Lycopodium hẹp hơn và xếp các loài khác trong vài chi, một sự xếp đặt được cả các dữ liệu hình thái học lẫn dữ liệu phân tử hỗ trợ và nó được phê chuẩn trong một loạt các sửa đổi cũng như các kiểu giải quyết cho nhóm thực vật này. Các chi này rơi vào hai nhóm khác biệt nhưng vẫn chưa có đồng thuận về việc nên công nhận chúng trong một họ duy nhất là Lycopodiaceae hay nên tách chúng ra thành hai họ: là họ Lycopodiaceae với định nghĩa hẹp và họ Huperziaceae (thạch sam).
Họ Lycopodiaceae, theo định nghĩa hẹp bao gồm chi còn loài sinh tồn là Lycopodium, bao gồm các loài như thạch tùng châu Âu (hay thạch tùng chân sói) (Lycopodium clavatum), thông đất (Lycopodium obscurum), thạch tùng phương nam hay tuyết tùng đất phương Nam (Lycopodium digitatum) và một số các loài khác. Trong họ này còn có các loài của chi Lycopodiella, như thạch tùng đầm lầy hay thạch tùng nhỏ (Lycopodiella inundata). Phần lớn các loài của chi Lycopodium đều ưa thích các dạng đất cát, chua vùng cao trong khi các loài trong chi Lycopodiella lại ưa đất chua vùng đầm lầy.
Nhóm chính khác, họ Huperziaceae còn gọi là thạch sam. Nhóm này bao gồm chi Huperzia, chẳng hạn như thạch sam sáng (Huperzia lucidula), thạch sam núi (Huperzia porophila), thạch sam phương Bắc (Huperzia selago). Nhóm này cũng bao gồm nhóm thực vật kỳ cục dạng thân củ ở Australasia của chi Phylloglossum, mà cho tới tận gần đây người ta vẫn cho rằng chỉ có quan hệ họ hàng xa với thạch tùng. Tuy nhiên, thử nghiệm gen gần đây đã chỉ ra rằng nó có quan hệ họ hàng rất gần với chi Huperzia.